# Szent Jakab-kápolna (Ják)
A Szent Jakab-kápolna a Jáki templom főhomlokzatával szemben álló, a templommal egyidős, négykaréjos alaprajzú római katolikus kettős kápolna. 

## Története

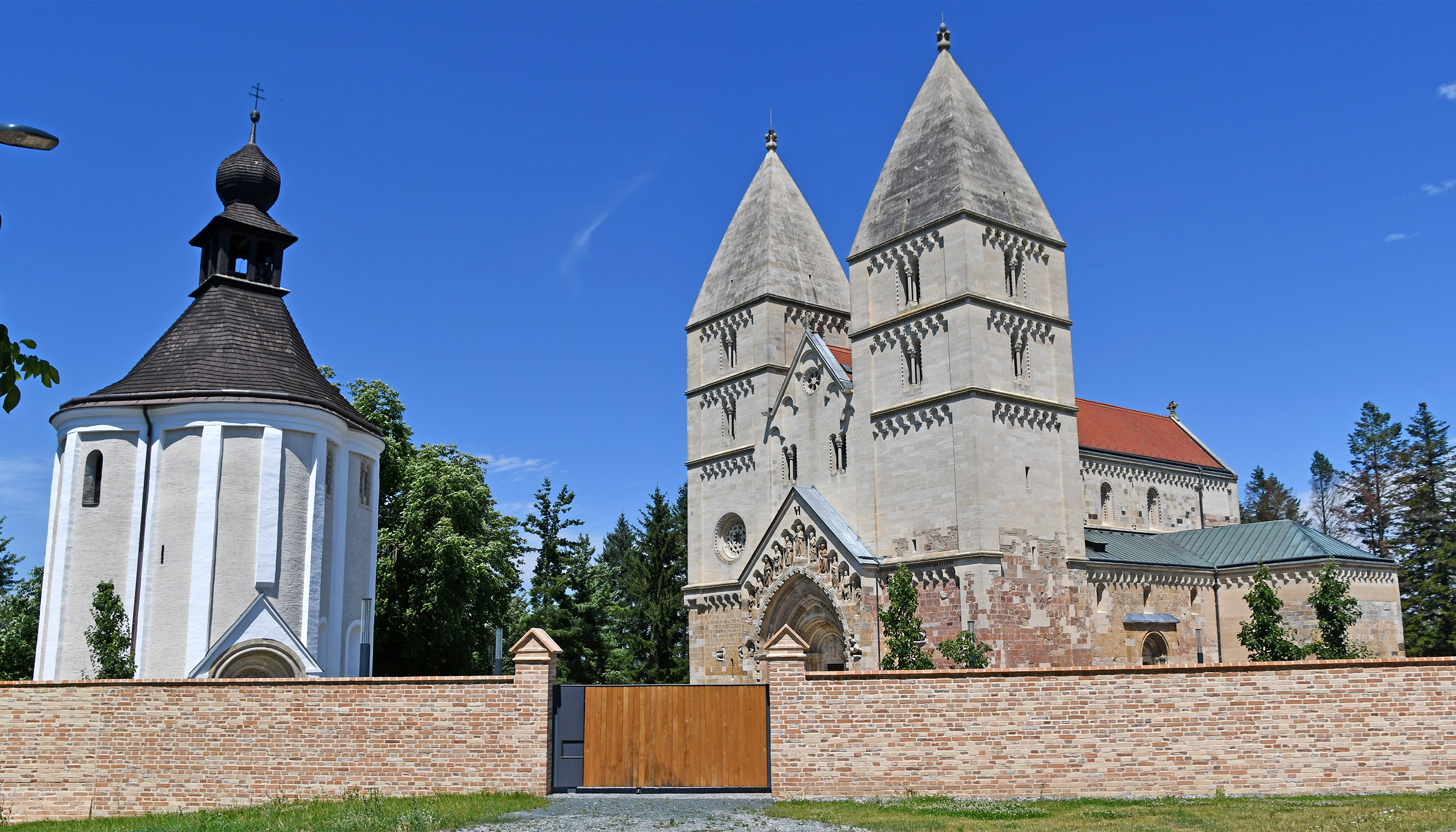
A kápolna és az apátsági templom

Mivel a középkori szerzetesi templomokban plébánosi funkciókat nem volt szabad ellátni, a falunak külön templomot építettek. Jákon ezt a szerepet töltötte be a Szent Jakab-kápolna.
A kápolna díszítésében messze elmarad a közeli templomtól. A díszítést itt az ablakok gömbös díszei és a kapunak az apátsági templommal rokon kialakítása jelenti. A bejárat felett itt is az Isten báránya és az önmagukba harapó sárkányok láthatók. Mindez egyértelművé teszi, hogy a kápolnát is a templomot készítő műhely emberei építették, és 1250 körül keletkezett.
Főoltára 1770 körül készült, olajképe Szent Jakab mennybevételét ábrázolja.